# EX-A6
La futura autovía EX-A6, de Badajoz a Olivenza está incluida en el próximo Plan de Infraestructuras de la Junta de Extremadura y formará parte de la Red de Carreteras de la Junta de Extremadura.
Su trazado seguirá, básicamente, el actual de la EX-107 entre las dos localidades, carretera que no será sustituida por la autovía. Su origen estará situado, previsiblemente, en el cruce de la mencionada EX-107 con la futura Ronda Sur en Badajoz y su final en la EX-107 en las inmediaciones de Olivenza.

## Tramos
| Denominación | Tramo              | Estado (2025)                                                            | km |
| ------------ | ------------------ | ------------------------------------------------------------------------ | -- |
|              | Badajoz - Olivenza | En estudio informativo (DIA aprobada) (pendiente licitación de proyecto) | 24 |